# Susana Blas Brunel
Susana Blas Brunel (Madrid, 1969) es una comisaria e historiadora de arte contemporáneo especializada en creación audiovisual. Como investigadora sus campos principales de interés son el videoarte, arte y género y arte actual. Es especialistas en arte y feminismo. Desde febrero de 2004 es comisaria regular de videoarte en La Casa Encendida en la sección Videomix. Además es investigadora del proyecto ARES y redactora del espacio cultural de Televisión Española Metrópolis (TV2).

## Biografía
En 1992, se licencia en Historia del Arte por la Facultad de Historia del Arte de la Universidad Complutense de Madrid. Como comisaria independiente de arte contemporáneo, ha creado múltiples ciclos de video arte y exposiciones en las que se aúnan distintas disciplinas sobre vídeo e identidad y sobre la obra videográfica de la artista Estibaliz Sádaba. Ha comisariado exposiciones en Madrid en el Museo Nacional Centro de Arte Reina Sofía, La Casa Encendida, La Principal Tabacalera, PHotoEspaña entre otros. Ella define en el año 2016 lo que es el comisariado, en una entrevista en la revista Madriz 
"Comisariar arte puede adoptar diferentes posicionamientos y funciones. En ocasiones supone “acompañar y aportar al artista” en todas las fases de un proyecto, desde la concepción hasta su producción y presentación; en otras palabras, implica partir de una investigación previa (en los “comisariados de tesis”) reuniendo un grupo de obras que apoyen o desarrollen esa idea, y en otros casos, se abarca una época o periodo y se trabaja siguiendo planteamientos de investigación histórica".
Co-fundadora de la Asociación MAV Mujeres en las Artes Visuales en el año 2009, y pertenece a su consejo asesor. En 2015 recibió el Premio MAV a mejor gestora. Entre sus artículos destaca el publicado en "Narrativas digitales y tecnologías de la imagen".

## Proyectos
Entre los proyectos, ciclos y exposiciones que ha comisariado destacan los de videoarte y arte y género.
Uno de sus proyectos con más compromiso y repercusión social es "Trabajadoras del arte y economía de cuidados. Una valoración desde la experiencia personal ".
Algunos de estos proyectos han itinerado a nivel internacional, como "Mundo aparte: nuevo videoclip español (2009-2011)" producido por el Instituto Cervantes. "Videos XX" (Photoespaña, 2002), “El vértigo de Eva: una aproximación sentimental a las cuestiones de género”, "II Jornadas: Arte y Mujer en su entorno profesional", Fundación Trocóniz Santacoloma, Bilbao. (2002). "Adolescentes" (Museo Reina Sofía, 2003), "Vete a tu habitación" (La Casa Encendida. Madrid, 2003), "EL: ¿nuevos masculinos?" (Sala Juana Francés. Zaragoza, 2006), "Disparos eléctricos. Vídeo y Feminismo" (Centro Cultural Montehermoso. Vitoria, 2007), "El viaje dislocado" (MARCO. Vigo, 2007), "Sonrisas y Lágrimas" (Centro Torrente Ballester. Ferrol, 2010), "Mundo Aparte: nuevo videoclip español" (Instituto Cervantes, 2009-2011), "Fábulas Problemáticas" (La Principal Tabacalera. Madrid, 2011 y AECID), "Dejar el Cuerpo" (La Bacía, Madrid, 2013), "One Line.SUSO33" (CEART, Madrid, 2015), "De dobles cubiertas y guardas secretas" (Masquelibros, Madrid, 2015), "El Bosque Interior" (Sala Juana Francés. Zaragoza, 2015), "Soledad Córdoba, Devastación" (Galería Gema Llamazares, Gijón 2016).
Además desde febrero de 2004 es comisaria regular de videoarte en La Casa Encendida en la sección Videomix. Se puede destacar de su programación: La Poética de los hoteles, Paisaje y memoria, Eija Liisa Athila, Coctelera rusa, Paisaje y Memoria, Spíritu, Dvein.'